# 霊泉寺 (上田市)
霊泉寺（れいせんじ）は、長野県上田市にある曹洞宗の寺院。山号は金剛山。霊泉寺温泉の入り口に位置している。

## 歴史
安和元年（968年）に鎮守府将軍平維茂が開基、空也上人の開山によって創建された伝承を持つ。寺伝によれば、弘安元年（1278年）に霊峰源興によって創建された。
正和4年（1315年）11月には、信濃和田氏（越後平氏流）の平繁長が阿弥陀堂を建立している。
鎌倉時代には鎌倉建長寺の末寺であったが、永禄年間に武田信玄により高井郡谷厳寺の魯庵慶誉を開山に迎え、永平寺派に鞍替えした。
かつては阿弥陀堂が存在したが、明治10年（1877年）に本堂とともに焼失した。現在の本堂は大正2年（1913年）に再建され、南北朝時代のものと推定される本尊の木像阿弥陀如来像が安置されている。この像の胎内からは正和2年から4年（1313年 - 1315年）の年号のある墨書の願文や、版本、諸経、仏舎利などが発見され、いずれも長野県宝に指定されている。願文の末尾には「前隠岐守平朝臣繁有」とあり、信濃国御家人の和田繁有によって造立されたことがわかる。
また境内には鎌倉時代の建立と推定される四脚門の「不明門」や五輪塔がある。

## 所在地
上田市平井2541-ロ番地